# Doreen Lang
Doreen Lang (* 15. Februar 1915 in Gisborne, Neuseeland; † 21. April 1999 in Malibu, Kalifornien) war eine neuseeländisch-amerikanische Schauspielerin.

## Leben
Lang absolvierte eine Schauspiel-Ausbildung in London und hatte zunächst Liveauftritte im Fernsehen und am Broadway. 1956 brachte Regisseur Alfred Hitchcock die Mimin nach Hollywood. Ihr Filmdebüt hatte Lang dort in Hitchcocks Der falsche Mann in der Rolle der Ann James. Darüber hinaus sah man Lang immer wieder in Werken wie Die Unbestechlichen und Teufelskreis der Angst sowie weiteren Hitchcock-Klassikern wie Die Vögel (als hysterische Mutter im Restaurant) und Der unsichtbare Dritte (als Sekretärin von Cary Grants Hauptfigur). Des Weiteren wirkte Lang als Gastdarstellerin in bekannten Serien wie Perry Mason, Lou Grant, Kung Fu, Rauchende Colts und Die Waltons mit. Ihr filmisches Schaffen umfasst insgesamt mehr als 80 Film- und Fernsehproduktionen zwischen 1946 und 1996.
Doreen Lang war zwei Mal verheiratet. Aus der Ehe mit Richard Rudy von 1940 bis 1956 hat sie eine Tochter. Mit ihrem zweiten Gatten Arthur Franz hat sie drei weitere, nicht leibliche Kinder: einen Stiefsohn und zwei Stieftöchter. Doreen Lang starb 1999 im Alter von 84 Jahren an Krebs.

## Filmografie (Auswahl)
- 1946: Blithe Spirit (Fernsehfilm)
- 1956: Der falsche Mann (The Wrong Man)
- 1958: Alfred Hitchcock präsentiert (Alfred Hitchcock Presents, Fernsehserie, Folge 3x35)
- 1959: Der unsichtbare Dritte (North by Northwest)
- 1959: Mutter ist die Allerbeste (The Donna Reed Show, Fernsehserie, Folge 2x04)
- 1959: Perry Mason (Fernsehserie, Folge 3x10)
- 1959: Die Unbestechlichen (The Untouchables, Fernsehserie, Folge 1x11)
- 1960: Dennis, Geschichten eines Lausbuben (Dennis the Menace, Fernsehserie, Folge 1x20)
- 1960: Tausend Meilen Staub (Rawhide, Fernsehserie, Folge 2x20)
- 1961: Gnadenlose Stadt (Naked City, Fernsehserie, Folge 2x26)
- 1961: Lied des Rebellen (Wild in the Country)
- 1961: Preston & Preston (The Defenders, Fernsehserie, Folge 1x02)
- 1962: Das Kabinett des Dr. Caligari (The Cabinet of Caligari)
- 1963: Die Vögel (The Birds)
- 1963: Auf der Flucht (The Fugitive, Fernsehserie, Folge 1x11)
- 1966: Die Clique (The Group)
- 1967: FBI (The F.B.I., Fernsehserie, Folge 2x20)
- 1967: Das Mörder-Syndikat (The Borgia Stick, Fernsehfilm)
- 1969/1970: Hawaii Fünf-Null (Hawaii Five-O, Fernsehserie, 2 Folgen)
- 1970: Das Geisterhaus (The House That Would Not Die, Fernsehfilm)
- 1970–1973: Rauchende Colts (Gunsmoke, Fernsehserie, 3 Folgen)
- 1971: Ohne Furcht und Sattel (Bearcats!, Fernsehserie, Folge 1x09)
- 1971: Freunde bis in den Tod (Brian’s Song, Fernsehfilm)
- 1971/1972: Mannix (Fernsehserie, 2 Folgen)
- 1973: Dr. med. Marcus Welby (Marcus Welby, M.D., Fernsehserie, Folge 4x22)
- 1973/1976: Die Waltons (The Waltons, Fernsehserie, 2 Folgen)
- 1974: Kung Fu (Fernsehserie, Folge 2x13 Caine und der Texasranger)
- 1974: Barnaby Jones (Fernsehserie, Folge 2x18)
- 1977: CHiPs (Fernsehserie, Folge 1x02 Unter Drogen)
- 1978: Tod in einer kleinen Stadt (A Death in Canaan, Fernsehfilm)
- 1980: Trapper John, M.D. (Fernsehserie, Folge 1x13)
- 1981: Lou Grant (Fernsehserie, Folge 4x14)
- 1988: Ein Engel auf Erden (Highway to Heaven, Fernsehserie, Folge 4x13 Unzertrennlich)
- 1990: Beinahe ein Engel (Almost an Angel)
- 1992: L.A. Law – Staranwälte, Tricks, Prozesse (L.A. Law, Fernsehserie, Folge 6x14)
- 1995: Chicago Hope – Endstation Hoffnung (Chicago Hope, Fernsehserie, Folge 2x05)
- 1996: Picket Fences – Tatort Gartenzaun (Picket Fences, Fernsehserie, Folge 4x13)